# Centaurea ultreiae
Centaurea ultreiae — вид квіткових рослин родини айстрових (Asteraceae). Ареал: північно-західна Іспанія (Ла-Корунья).